# Chuck Mangione
Chuck Mangione, właśc. Charles Frank Mangione (ur. 29 listopada 1940 w Rochester, zm. 22 lipca 2025 tamże) – amerykański kompozytor i muzyk jazzowy, specjalizujący się w grze na trąbce i skrzydłówce.

## Życiorys
Urodził się i wychował w Rochester w stanie Nowy Jork. Pochodził z rodziny włoskich imigrantów.
Pierwszych muzycznych nagrań dokonał wspólnie z bratem Gasparem „Gapem” Mangione, z którym tworzył grupę The Jazz Brothers. W latach 1958–1963 był uczniem Eastman School of Music, a następnie dołączył do Art Blakey’s Jazz Messengers. W późniejszych latach współpracował m.in. z Woodym Hermanem, Maynardem Fergusonem, Steve’em Gaddem i Dizzym Gillespie.
Międzynarodową popularność zyskał w drugiej połowie lat 70. XX wieku. Skomponowane przez niego dwa utwory były hymnami igrzysk olimpijskich: Chase the Clouds Away – letnich w 1976 r. w Montrealu, natomiast Give It All You Got – zimowych w 1980 r. w Lake Placid. Zdobył dwie nagrody Grammy: w 1977 r. w kategorii Best Instrumental Composition (za album Bellavia), natomiast w 1978 r. w kategorii Best Pop Instrumental Performance (za album Children Of Sanchez, zawierający muzykę do filmu Halla Bartletta pod tym samym tytułem). Pochodzący z tej płyty tytułowy utwór Children Of Sanchez (Dzieci Sancheza) jest najbardziej popularną i rozpoznawalną kompozycją Chucka Mangione.

## Dyskografia
- 1960 – The Jazz Brothers
- 1961 – Hey Baby!
- 1961 – Spring Fever
- 1962 – Recuerdo
- 1970 – Friends and Love... A Chuck Mangione Concert [live]
- 1972 – Chuck Mangione Quartet
- 1972 – Alive!
- 1972 – Together [live]
- 1973 – Land of Make Believe [live]
- 1975 – Bellavia
- 1975 – Chase the Clouds Away
- 1975 – Encore [live]
- 1976 – Main Squeeze
- 1977 – Feels So Good
- 1978 – An Evening of Magic, Live at the Hollywood Bowl [live]
- 1978 – 70 Miles Young
- 1978 – Children of Sanchez – platynowa płyta w Polsce[4]
- 1979 – Fun and Games
- 1980 – Tarantella
- 1982 – Love Notes
- 1983 – Journey to a Rainbow
- 1984 – Disguise
- 1986 – Save Tonight for Me
- 1987 – Live at the Village Gate [live]
- 1988 – Eyes of the Veiled Temptress
- 1991 – Encore: Mangione Concerts [live]
- 1994 – The Hat’s Back
- 1995 – Live at the Village Gate, Vol. 2 [live]
- 1999 – The Feeling’s Back
- 2000 – Everything for Love
- 2003 – My Funny Valentine
- 2004 – The Best of Chuck Mangione